# Соколова Любов Сергіївна
Любо́в Сергі́ївна Соколо́ва (рос. Любовь Сергеевна Соколова; 31 липня 1921, Іваново-Вознесенськ, Російська РФСР — 6 червня 2001, Москва, Росія) — радянська, російська акторка театру і кіно. Заслужена артистка РРФСР (1969). Народна артистка РРФСР (1977). Народна артистка СРСР (1990).

## Біографія
Закінчила Всесоюзний державний інститут кінематографії (1946). У 1951—1956 роках — акторка Драматичного театру Групи радянських військ у Німеччині (Потсдам), в 1946—1951 роках і з 1956 року — акторка Державного театру-студії кіноактора.
Грала в 300 стрічках і занесена до Книги рекордів Гіннеса.
Нагороджена медалями.
Похована в Москві на Кунцевському кладовищі.

## Фестивалі та премії[4]
- 1983 — Всесоюзний кінофестиваль (Ленінград): Приз за виконання ролі у фільмі «Надія і опора»
- 1995 — Кінофестиваль «Сузір'я»: Приз «За видатний внесок у професію»
- 2001 — Приз Віри Холодної в номінації «Любов поколінь»

## Вибрана фільмографія
- «Маскарад» (1941, учасниця балу (в титрах не вказана)
- «Повість про справжню людину» (1948, Варвара, колгоспниця)
- «Сім'я Ульянових» (1957, Ганна Ульянова)
- «Нічний гість» (1958, Катерина)
- «Тихий Дон» (1958, дружина Штокмана)
- «Балада про солдата» (1959, жінка на ринку)
- «Ходіння по муках» (1959, серія «Похмурий ранок», Онисія)
- «Сергій» (1960, Поля, мати Васьки)
- «Академік з Асканії» (1961, Наталія Костянтинівна, дружина академіка Іванова)
- «Шлях до причалу» (1963, Марія)
- «Я крокую по Москві» (1963, мати Миколи)
- «Три сестри» (1964, Ольга)
- «Мати і мачуха» (1964, Парасковія Павлівна Лихачова — головна роль)
- «Тридцять три» (1965, Люба Травкіна)
- «Робоче селище» (1965, Капустіна)
- «Маленький утікач» (1966, лейтенант міліції)
- «Я солдат, мамо» (1966)
- «Бережись автомобіля» (1966, народний суддя)
- «Історія Асі Клячиної, яка любила, та не вийшла заміж» (1967, Марія, мати Мишаньки)
- «Доживемо до понеділка» (1968, Левікова, мама учня Вови)
- «Гори, гори моя зірка» (1969, дружина Федора)
- «Злочин і покарання» (1969, Лізавета)
- «Дивні люди» (1969, Альона, дружина Броньки Пупкова)
- «Білоруський вокзал» (1970, Люба, дружина Івана Приходько)
- «Джентльмени удачі» (1971, завідувачка дитячого садка)
- «Дорога на Рюбецаль» (1971, Софія Михайлівна, мати Жанни)
- «Мічений атом» (1972, Клавдія Іванівна Шкалікова)
- «Пічки-лавочки» (1972, провідниця потяга)
- «Приваловські мільйони» (1972, Мар'я Степанівна Бахарєва)
- «Любов земна» (1974, член райкому)
- «Пам'ятай ім'я своє» (1974, листоноша)
- «Сержант міліції» (1974, Захарова, мати Миколи)
- «Роса» (1975, Катерина Іванівна)
- «Єдина…» (1975, Анна Прокопівна Касаткіна)
- «Іронія долі, або З легкою парою!» (1975, мама Наді)
- «Два капітани» (1976, тітка Даша)
- «Дівчинко, хочеш зніматися в кіно?» (1977, мати Віри, колишня партизанка-санітарка на війні)
- «Пригоди Нукі» (1976, бабуся Ірочки)
- «А у нас була тиша...» (1977, Ганна Харитонівна)
- «Білий Бім Чорне вухо» (1977, стрілочниця)
- «Молода дружина» (1978, Єгорівна, мати Володі)
- «Кілька днів з життя Обломова» (1979, епізод)
- «Шофер на один рейс» (1980, Варвара Семенівна)
- «Не стріляйте в білих лебедів» (1980, працівниця зоопарку)
- «Вам і не снилося…» (1981, листоноша)
- «Довга дорога в дюнах» (1981, Онися)
- «Повернення резидента» (1982, Наталія Сергіївна)
- «Господиня дитячого будинку» (1983, Марія, викладач праці)
- «Повернення з орбіти» (1983, Кіностудія ім. О. Довженка; Софія Петрівна, теща Кузнєцова)
- «Сильна особистість із 2 «А»» (1984, Любов Сергіївна, бабуся Діми Кругликова)
- «Не ходіть, дівчата, заміж» (1985, Парасковія Іллівна)
- «Найчарівніша і найпривабливіша» (1985, мати Наді)
- «Говорит Москва» (1985, Орлова)
- «Врятуйте наші душі» (1987, бабка Дарина)
- «Життя Клима Самгіна» (1988, т/с)
- «Аварія — дочка мента» (1989, Юлія Миколаївна, вчителька історії)
- «У бору брусниця» (1989, Ксенія Василівна)
- «Автостоп» (1990, медсестра)
- «Загублений у Сибіру» (1991, тітка Клава)
- «Ваш вихід, дівчата...» (1991, мати)
- «Я сама» (1993, медсестра)
- «Курочка Ряба» (1994, Марія)
- «Бульварний роман» (1995, Марія Єгорівна)
- «На півдорозі до Парижа» (2001, Груня)
- «Сищик з поганим характером» (2001, остання роль у кіно)

Грала в українських кінокартинах:
- «Андрієш» (1954, Ляна)
- «Командир корабля» (1954, Тетяна)
- «Друге дихання» (1971, т/ф, Ольга Володимирівна)
- «Мої любі» (1975, Антонида Степанівна Петрова)
- «Циган» (1979, т/ф, 4 с, Макаріївна)
- «Що там, за поворотом?» (1980, Анна Захарівна Багрова)
- «Осінні ранки» (1985, Парасковія Семенівна Лихолєтова)
- «Повернення» (1987)
- «Браві хлопці» (1993, т/ф, Люба Грибоєдова)
- «Фіктивний шлюб» (1992)
- «Незрівнянна» (1993, мати Анастасії) та ін.